# 190
190 (сто и деветдесета) година по юлианския календар е невисокосна година, започваща в четвъртък. Това е 190-а година от новата ера, 190-а година от първото хилядолетие, 90-а година от 2 век, 10-а година от 9-о десетилетие на 2 век, 1-ва година от 190-те години. В Рим е наричана Година на консулството на Аврелий и Сура (или по-рядко – 943 Ab urbe condita).

## Събития
- Консули са император Цезар Марк Аврелий Комод Антонин и Марк Петроний Сура Септимиан.
- Север е назначен начело на панонските легиони.

## Родени
- Ма Су, военен стратег на Шу (починал 228 г.)

## Починали
- Марк Аврелий Клеандър